# Conferentie van Casablanca
De Conferentie van Casablanca was de zevende bijeenkomst van de geallieerde leiders gehouden te Anfa, een voorstad van Casablanca, Frans-Marokko tussen 14 januari 1943 en 24 januari 1943.

## Situatie tijdens de Tweede Wereldoorlog
Toen de Conferentie van Casablanca van start ging waren de geallieerden voor de eerste maal in de positie om het initiatief te nemen in de oorlog tegen de asmogendheden. Nadat Erwin Rommel begin november 1942 werd verslagen in Noord-Afrika tijdens de Tweede Slag bij El Alamein en alhoewel de gevechten in Tunesië nog doorgingen was het een kwestie van tijd vooraleer geheel Noord-Afrika bevrijd zou zijn. De Russen waren in het offensief gegaan nadat ze Generaloberst Friedrich Paulus met 250.000 andere Duitsers voor Stalingrad hadden omsingeld en twee andere fronten openden om het Dongebied te bevrijden. In het gebied van de Grote Oceaan was de veld- en zeeslag om Guadalcanal gewonnen en in januari werden de laatste Japanse gevechtshaarden opgeruimd. Zes maanden na de donkere periode van juli 1942 bleek het tij gekeerd in het voordeel van de geallieerden, doch de oorlog was nog niet gewonnen. In de Atlantische Oceaan had de Duitse marine van admiraal Dönitz met haar duikboten en vernieuwde Wolf Pack-tactiek aanzienlijke schade toegebracht aan de konvooien tussen de Verenigde Staten en Europa waarbij de verliezen van geallieerde schepen uitsteeg boven het aantal geproduceerde schepen en de inlichtingendiensten meldden dat de Duitse marine aangroeide. De aanvoerroute in de Middellandse zee naar het Suezkanaal was nog steeds bedreigd door de Duitse Luftwaffe en duikboten van de Kriegsmarine waardoor de geallieerde schepen rond Afrika moesten varen om materieel en manschappen naar het Midden-Oosten en Azië te brengen. De beperkte scheepscapaciteit was voor de geallieerden een gevaar voor het slagen van hun strategische militaire opbouw in het Verenigd Koninkrijk ter voorbereiding van een invasie in West-Europa.
Bij de aanvang van het jaar 1943 waren de westerse grootmachten het Verenigd Koninkrijk en de Verenigde Staten verbonden met de Sovjet-Unie, doch deze alliantie had nog geen sterke gemeenschappelijke band ontwikkeld. Ook tussen het Verenigd Koninkrijk en de Verenigde Staten waren de fundamentele gemeenschappelijke militaire strategieën en planningsactiviteiten voor de nabije toekomst nog niet concreet afgesproken. Om dit vacuüm en deze staat van onzekerheid op te lossen werd de Conferentie van Casablanca georganiseerd tussen de militaire staven van het Verenigd Koninkrijk en de Verenigde Staten. Tijdens het politieke luik van de conferentie werd door Winston Churchill en Franklin Delano Roosevelt getracht om de Fransen Charles de Gaulle en Giraud met elkaar te verzoenen en zo de verdeeldheid tussen de Fransen op te lossen.

## De voorbereidingen van de conferentie
Aan de Conferentie van Casablanca gingen uitvoerige telegramwisselingen tussen Winston Churchill en Franklin Delano Roosevelt vooraf. President Roosevelt telegrafeerde op 26 november 1942 aan Churchill om een militair-strategische bijeenkomst te houden tussen het Verenigd Koninkrijk, de Verenigde Staten én de Sovjet-Unie. Hoewel Churchill geen voorstander was van het bolsjewisme en zijn leiders stemde hij ermee in om de Russen erbij te hebben waarna Roosevelt vervolgens op 3 december 1942 een uitnodiging stuurde naar Jozef Stalin. Ook Churchill zou op dezelfde dag naar Stalin een telegram sturen met de melding om de conferentie in Noord-Afrika te houden in plaats van te IJsland, zoals eerder tijdens de tweede conferentie van Moskou was besproken. Stalin reageerde en juichte het initiatief van een strategische conferentie tussen de drie grootmachten toe maar zei dat hij er niet bij kon zijn daar de Slag om Stalingrad nog in volle omvang bezig was en hij zijn land niet kon verlaten. Roosevelt deed nog een poging om Stalin over te halen maar deze laatste hield voet bij stuk. Roosevelt en Churchill besloten toen om de Conferentie in Casablanca, Marokko te houden. Ze hadden ook besloten om de Franse generaal Giraud, opperbevelhebber van de Franse strijdkrachten (Vichy-regime) én de hoge commissaris van de Franse kolonies en generaal Charles de Gaulle, leider van de Vrije Fransen, uit te nodigen om ze met elkaar te verzoenen omdat de geallieerde zaak niet gediend was met een tweestrijd binnen de Franse gelederen.

### Richting Casablanca
Winston Churchill en de Britse delegatie vertrokken in het grootste geheim op 12 januari 1943 met omgebouwde viermotorige Liberator bommenwerpers (Churchill ging met zijn vaste liberator, de Commando) richting Marokko en kwamen aan in de voormiddag van 13 januari 1943. Franklin Delano Roosevelt vertrok vanuit Washington op 9 januari 1943 en kwam aan in Casablanca op 14 januari 1943 voor zijn vierde officiële conferentie met Churchill. Hij nam tijdens deze reis een treinrit van 11 uur richting Miami, een vlucht van 10 uur met twee Boeing Clippers richting Trinidad om vervolgens 9½ uur te vliegen richting Belém, Brazilië. Hierna vlogen de Boeing Clippers de Atlantische Oceaan over richting Afrika waar hij 19½ uur later landde op de luchtmachtbasis Bathurst te Gambia. Van hieruit vertrok hij met twee Dakota's naar Casablanca waar hij na een vlucht van 9½ uur op 14 januari 1943 aankwam. Het was voor Roosevelt een bijeenkomst met een dubbele historische betekenis; het was de eerste maal dat een Amerikaans president met een vliegtuig vloog terwijl deze in dienst was en het was de eerste maal dat Amerikaans president zijn land verliet terwijl het land in staat van oorlog was.

## Anfa bij Casablanca
De conferentie werd niet in Casablanca stad gehouden maar in het voorstadje Anfa. Er werd een groot hotel gereserveerd met grote conferentiezalen en er waren villa's op het domein die voorzien waren voor president Roosevelt, premier Churchill, generaal Gliraud, en generaal De Gaulle (mocht deze laatste komen). Het domein werd omgeven met prikkeldraad en sterk beveiligd door Amerikaanse soldaten. De buitenwereld wist tot aan de persconferentie op 24 januari 1943 niet dat deze geallieerde bijeenkomst werd gehouden en was dan ook danig verbaasd om zowel president Roosevelt en premier Churchill samen te zien en kon nauwelijks geloven dat ze bijna twee weken hadden samengezeten.

## De deelnemers aan de conferentie
De besprekingen werden gevoerd tussen Brits premier Winston Churchill, Amerikaans president Franklin Delano Roosevelt. Generaal Giraud, opperbevelhebber van de Franse strijdkrachten (Vichy-regime) én de hoge commissaris van de Franse kolonies en generaal Charles de Gaulle, leider van de Vrije Fransen. Generaal Giraud was reeds vroeg aanwezig op de conferentie, maar generaal Charles de Gaulle kwam pas aan op 22 januari 1943 na herhaaldelijk aandringen van Churchill en dreigementen dat zijn leiderschap en erkenning van de Vrije Franse beweging werd herzien indien hij niet kwam opdagen. Ook waren de voltallige Verenigde Chefs van Staven en de planningscomités van de Verenigde Staten en het Verenigd Koninkrijk aanwezig.
De meest prominente Britse officieren van de Verenigde chefs van Staven waren onder andere:
- veldmaarschalk Alan Brooke
- admiraal Dudley Pound
- maarschalk  Charles F. A. Portal
- veldmaarschalk John Dill
- viceadmiraal Lord Mountbatten
- luitenant-generaal Hastings Lionel Ismay

De meest prominente Amerikaanse officieren van de Verenigde chefs van Staven waren onder andere:
- generaal George C. Marshall
- admiraal Ernest J. King
- luitenant-generaal Henry H. Arnold
- luitenant-generaal Sommervell
- schout-bij-nacht Cooke verving admiraal William Leahy die ziek werd tijdens de reis
- brigadegeneraal Wedemeyer

## De Conferentie van Casablanca

### Militair luik (Volgens Alan Brooke)

#### De moeilijke discussies
Op de eerste vergadering van de Verenigde chefs van Staven in Casablanca (14 januari 1943) zei Alan Brooke dat het tekort aan schepen het grootste gevaar vormde voor de geallieerden. Nazi-Duitsland had de Middellandse Zee in handen waardoor de schepen niet door het Suezkanaal konden en rond de Kaap de Goede Hoop en Kaap Agulhas moesten varen waardoor de broodnodige scheepscapaciteit geabsorbeerd werd door de lang trip rond Afrika. Daarenboven werden de transporten in de Atlantische Oceaan grootschalig aangevallen door de Duitse duikboten. Alan Brooke had kort na zijn aanstelling als Chef van de Britse Imperiale Generale Staf (CIGS) een strategie aangenomen om nazi-Duitsland te verslaan vóór Japan. Hij volgde en verdedigde steevast volgende strategie:
1. Bevrijding van Noord-Afrika om de Middellandse zee te openen voor hun broodnodige scheepsroutes en transportmogelijkheden,
2. Inname van Sicilië als voorbereiding tot de inval in Italië,
3. Inname van Italië om de Duitse troepen weg te trekken van het Russisch front en Frankrijk
4. Landing in Frankrijk om zo door te stoten naar Duitsland.

Brooke meldde dat deze strategie alleen zou werken indien de Sovjet-Unie zou standhouden tegen Duitsland en deze laatste niet zou doorstoten tot aan de Perzische olievelden van Abadan. Amerikaans generaal George C. Marshall verklaarde dat ze niet akkoord gingen met de Britse strategie en wilde eerst Japan met alle mogelijke middelen bestrijden en secundair een landing in Frankrijk starten, zonder de operaties in het Middellandse Zeegebied, om zo direct door te stoten naar nazi-Duitsland. Dit waren de inleidende verklaringen die werden gegeven op 14 januari 1943. Op 15 januari 1943 kwam generaal Eisenhower de militaire situatie in Tunesië uitleggen voor de Verenigde chefs van Staven en werd er gesproken over te nemen veiligheidsmaatregelen bij het uitwisselen van communicatie en de mogelijke militaire landingsoperaties in Frankrijk en het Middellandse Zeegebied. Er was nog steeds geen akkoord bereikt over een gezamenlijke strategie om de verschillende oorlogstheaters aan te pakken. Op 16 januari 1943 werd het eerder voorgesteld aanvalsplan (van Eisenhower) in Tunesië opnieuw bekeken door een klein comité (Brooke, Eisenhower en Alexander) waarna volgens Brooke een betere versie werd opgesteld. Op de vergadering van de Verenigde chefs van Staven werd door Alan Brooke opnieuw een pleidooi gehouden in het voordeel van landingsoperaties in het Middellandse Zeegebied, vooraleer een landing in Frankrijk te starten. De Amerikanen volgden maar langzaam de Britse voorstellen. Alan Brooke meldde in z'n oorlogsdagboek dat generaal Marshall vele kwaliteiten als legerofficier en als mens had maar niet die van een militair strateeg. Brooke meldde dat Marshall nooit de samenhang snapte van de operaties in Noord-Afrika en Middellandse Zee tot het verslaan van nazi-Duitsland. Marshall wilde immers onmiddellijk een landing in Frankrijk organiseren. Alan Brooke wilde eerst de zo nodige transportcapaciteit verzekeren door de Middellandse zee te openen voor de geallieerde schepen naar het Suezkanaal. Want de geallieerden waren volledig voor het vervoer van militaire manschappen, materieel en grondstoffen afhankelijk op de scheepstransport (tegenover Duitsland dat kon beschikken over het Europees spoorwegennet, het beste transportnetwerk van dat moment). Door Italië in te nemen kon hij Duitse legerdivisies wegnemen van het Russisch front en Frankrijk en hen zo veel mogelijk laten spreiden, en dus uitdunnen. Pas daarna kon volgens Brooke een landing in Frankrijk succesvol van start gaan. Doch op 16 januari werd er nog steeds geen overeenkomst bereikt over de te voeren strategie. 17 januari 1943 bleek hét dieptepunt te zijn van de conferentie waar de Verenigde groep van Planners een dispuut hadden over Birma. De Amerikanen trokken opnieuw de kaart van de Stille Oceaan, met als hevige voorstander admiraal King, en de oorlog tegen Japan en zelfs IJsland kwam ter sprake. De Amerikaanse leden van de Verenigde groep van Planners waren niet overtuigd dat nazi-Duitsland hun primaire vijand was, maar wel Japan. Voor de middag van 18 januari 1943 waren beide grootmachten verder van een akkoord dan ooit tevoren.

### De doorbraak
Het was in de namiddag dat er een doorbraak in de discussies tot stand kwam. Volgens Alan Brooke was het vooral dankzij Brits generaal Dill te danken omdat deze als mediator tussen hem en generaal Marshall fungeerde. Alan Brooke formuleerde samen met Dill en Portal een voorstel waarmee de Amerikanen, mits met kleine aanpassingen, zich konden verzoenen. Op 18 januari 1943 ontstond er een principieel akkoord tussen de Verenigde chefs van Staven en kreeg het akkoord in de avond de goedkeuring van Winston Churchill en president Roosevelt. Op 19 januari werden de details van het principieel akkoord verder uitgeklaard en gaf generaal Giraud een presentatie voor de Verenigde chefs van Staven over een mogelijke Franse participatie in Noord-Afrika. Op 20 januari 1943 werd op de vergadering van de Verenigde chefs van Staven een logistieke scheepskwestie besproken met Lord Leathers. Een andere belangrijke doelstellingen voor Brooke, de beslissing en toewijzing van een verenigd geallieerde bevel voor de landtroepen wanneer de Britse 8e Legergroep in Tunesië aan wal zou gaan en zou deelnemen aan de Noord-Afrikaanse Veldtocht, werd uitgeklaard. Men kwam overeen dat generaal Eisenhower de leiding zou nemen van de 1e en 8e Britse Legergroepen tezamen met de Amerikaanse troepen en de Fransen. De Britse veldmaarschalk Alexander zou fungeren als zijn assistent daar Eisenhower in de ogen van de Britten vertrouwen had opgewekt van een ervaren en standvastige leider. Als opperbevelhebber van de luchttroepen in het Middellandse Zeegebied werd luchtmaarschalk Tedder gekozen. Bij de bespreking van de landing op Sicilië werd al snel een algemeen akkoord gevonden tussen de Verenigde chefs van Staven. Volgens Alan Brooke waren de Amerikanen zeer charmante mensen maar toch moeilijke onderhandelaars; hij noemde generaal Marshall een man die geen strategisch concept had voorbereid voor de conferentie van start ging, dikwijls ongegronde kritiek uitte en zich vooral concentreerde om troepen op te stellen dan wel om ze te gebruiken in een strategisch opzet. Hij meldde dat admiraal King bij monde wel de Duitsland Eerst regel ondersteunde maar in realiteit zich volledig concentreerde op de Stille Oceaan en over Arnold zei hij dat deze zich enkele bemoeide met de luchtmachtoperaties. Alan Brooke zou deze mening niet herzien in de loop der jaren maar hij merkte wel op dat beide partijen belangrijke beslissingen en akkoorden hadden genomen in het welzijn van het geallieerde doel tot het verslaan van de asmogendheden.

### De besluiten
Op 23 januari 1943 werd het eindrapport van de Verenigde chefs van Staven overhandigd aan Churchill en Roosevelt. Het rapport had als titel De oorlogvoering in 1943. Het veiligstellen van de verbindingen over zee moet de hoogste prioriteit behouden. Een overzicht van de belangrijkste besluiten:
1. Het belangrijkste doel voor de geallieerden was het verslaan van Karl Dönitz duikboten om zo de overwinning tegen de asmogendheden te verzekeren. Zonder de controle over de Atlantische Oceaan waren de geallieerden niet in de mogelijkheid om hun plannen tot grootschalige landingsoperaties uit te voeren en kon men Groot-Brittannië niet voorzien van voedsel en de strategische grondstoffen, materieel en manschappen.
2. De Russische strijdkrachten zou worden gesteund door zo veel mogelijk materiaal en voorraden naar Rusland te vervoeren.
3. Voor het Middellandse Zeegebied was de hoofdlijn de bezetting van Sicilië met als doel de verbindingslijn via de Middellandse Zee veiliger te maken en de Duitse druk op het Russisch front te verminderen.
4. Het ontketenen van een zwaar luchtoffensief tegen de Duitse oorlogsindustrie vanuit Groot-Brittannië.
5. Het uitvoeren van aanvalsoperaties op het Europees vasteland indien er manschappen en amfibiematerieel beschikbaar is.
6. Het plannen en verzamelen van een zo sterk mogelijke strijdmacht die gereed moet staan om een invasie op het Europees continent uit te voeren zodra de Duitsers voldoende verzwakt zijn.